# Wójtostwo (województwo świętokrzyskie)
Wójtostwo – wieś w Polsce położona w województwie świętokrzyskim, w powiecie kieleckim, w gminie Daleszyce.
Wieś wchodzi w skład sołectwa Danków-Wójtostwo, które w 2021 liczyło 487 mieszkańców.
W latach 1975–1998 leśniczówka administracyjnie należała do województwa kieleckiego.